# Habitatges del carrer Carril, 38-42 (Molins de Rei)
Els Habitatges del carrer Carril, 38-42 és una obra de Molins de Rei (Baix Llobregat) inclosa a l'Inventari del Patrimoni Arquitectònic de Catalunya.

## Descripció
Conjunt de tres casetes modernistes formades per planta baixa i pis. La planta baixa, a totes, consta de porta d'accés i finestres emmerletes. Quant al pis, l'edifici central es caracteritzada per una balconada amb dos finestres. A la part superior, amb un remat emmerletat. Quan al pis, l'edifici central es caracteritza per una balconada amb dues finestres. A la part superior, amb un remat emmerletat, hi ha un plafó de ceràmica amb les inicials "MR", així com un fris del mateix material en blanc i blau. Quant a les cases laterals, el pis consta de una balconada amb barana de ferro. La façana està decorada amb esgrafiats de tipus vegetal. La part superior de l'edifici acaba amb un emmerletat de ceràmica vidriada i uns semi-arcs sobresortits a sota, amb la mateixa decoració.